# Anthurium pulcachense
Anthurium pulcachense är en kallaväxtart som beskrevs av Thomas Bernard Croat. Anthurium pulcachense ingår i släktet Anthurium och familjen kallaväxter. Inga underarter finns listade.